# سرگذشت زمین
سرگذشت زمین کتابی از ژرژ گاموف با ترجمهٔ محمود بهزاد است که در سال ۱۳۳۷ منتشر و برندهٔ جایزه کتاب سال سلطنتی شد.